# 武汉大学数学与统计学院

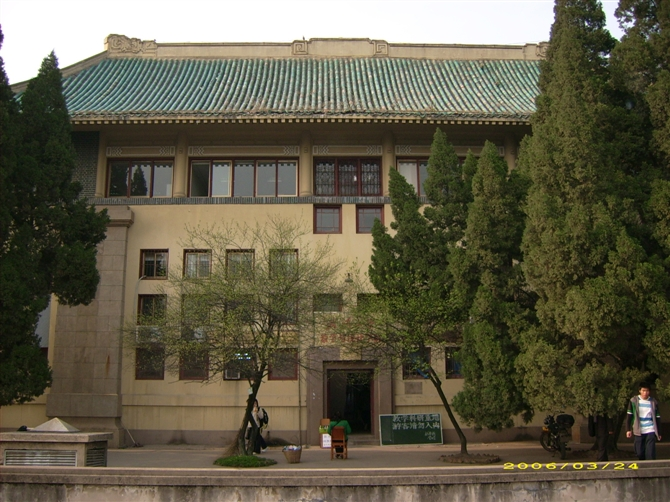
樱顶的数学与统计学院

武汉大学数学与统计学院源于1893年湖广总督张之洞所创自强学堂的算术门，现分为基础数学系，信息与计算科学系，统计学和应用数学系，是为中国数学研究的前沿之一，其中有李国平院士先后创立了中国科学院武汉数学物理研究所、数学计算技术研究所，现为位于武汉东湖之滨的中国科学院武汉物理与数学研究所。陈景润等人曾在这里工作。

## 学院简介

### 院系设置
设基础数学系、应用数学系、信息与计算科学系、概率与统计科学系、数学研究所。
现有数学与应用数学、信息与计算科学、统计学和 数据科学与大数据技术 四个本科专业。1991年首批建立国家基础科学人才培养基地的数学基地。2002年被评为全国优秀基地。
1978年开始招收硕士研究生，1981年开始招收博士研究生，1999年批准为数学一级学科博士学位授权点(基础数学、概率论与数理统计、应用数学、计算数学、运筹学与控制论五个学科均具有博士和硕士授予权)、2011年统计学成为“理学”门类下的一级学科，武大也成为中国第一批统计学博士授点；1987年获准设立数学博士后的流动站。

### 师生
现有教师100余人，其中，博士生导师约30人，教授30余人。现有国家“千人计划”2人入选，教育部“长江学者奖励计划”特聘教授2人、讲座教授2人，“国家杰出青年科学基金”2人获奖，国家“海外及港澳学者合作基金”1人获奖，教育部“跨世纪优秀人才培养计划”2人入选，“新世纪优秀人才支持计划”2人入选，武汉大学“珞珈学者特聘教授”2人。现有本科生800余人，硕士、博士研究生300余人。

### 成就
学院在函数论、偏微分方程、代数、概率统计、计算数学等领域取得显著成果，已在国内外具有广泛影响。学院一批中青年教师在数论与密码，大偏差理论，随机过程，偏微分方程，多复分析，鞅空间理论，优化决策论，小波分析，分形几何，动力系统，控制论，偏微分方程数值分析等研究方向上，又取得了许多突出成果。
已获得国际阿提雅奖，2项国家自然科学奖，近40项省部级自然科学奖和科技进步奖，近20项国家级、省部级教学成果奖。
2007年，“基础数学”学科被评为国家重点学科二级学科。2008年，“数学”学科被评为省级重点学科一级学科,“基础数学”学科被评为湖北省高校优势学科二级学科。

## 历史沿革
1893年，“自强学堂”创办 “算学门”。
1913年，组建国立武昌高等师范学校，设立“数学物理部”。
1922年，学校将四部改为八系时成立“数学系”。
1998年3月，系改学院时更名为 “数学科学学院”。
1999年4月，校内合院，又改为“数学与计算机科学学院”。
2001年1月，四校合并为新武汉大学时再改名为“数学与统计学院”。

## 名师大家
陈建功、肖君绛、李华宗、汤璪真、吴大任等知名数学家曾在此从事科教工作，曾昭安、熊全淹、李国平、张远达、路见可、余家荣、齐民友等著名数学家长期在学院工作。

## 傑出校友
学院培养了大批国内外知名数学家和人才，包括中国科学院院士和中国工程院院士丁夏畦、王梓坤、陈希孺、沈绪榜、张明高等人。
- 齊民友
- 李国平
- 路见可
- 余家荣